# Judith van Thüringen
Judith van Thüringen (circa 1135 - op een 9 september rond het jaar 1210) was van 1153 tot 1172 hertogin-gemaal en daarna koningin-gemaal van Bohemen.

## Levensloop
Judith was een dochter van landgraaf Lodewijk I van Thüringen en Hedwig van Gudensberg. In 1153 huwde ze met hertog Wladislaus II van Bohemen. Judith was de tweede vrouw van Wladislaus, wiens eerste vrouw Gertrudis van Oostenrijk drie jaar eerder overleed. Wladislaus koos Judith als zijn tweede vrouw door de familieband die haar broer Lodewijk II via zijn vrouw had met keizer Frederik I Barbarossa van het Heilig Roomse Rijk.
Judith regeerde waarschijnlijk Bohemen in het geval dat haar man eens afwezig was. In 1158 werd Wladislaus tot koning van Bohemen gekroond, waarbij ze de titel koningin-gemaal kreeg. Het is niet bekend of Judith gekroond werd als koningin.
In de periode dat ze koningin was, werd in Bohemen de eerste steenbrug gebouwd. Deze brug kreeg de naam Judithbrug. In de strijd om de troonopvolging van de Boheemse troon koos Judith de zijde van haar oudste zoon Ottokar, maar Wladislaus benoemde zijn zoon uit zijn eerste huwelijk Frederik tot troonopvolger. Nadat Wladislaus in 1172 aftrad ten voordele van Frederik, trokken hij en Judith zich terug in Thüringen, waar Wladislaus in 1174 stierf. Judith zelf zou rond het jaar 1210 overleden zijn, maar het is niet bekend waar precies. Ze werd begraven in het klooster van Teplice.
Met Wladislaus kreeg Judith drie kinderen:
- Ottokar I (circa 1155 - 1230), hertog van Bohemen van 1192 tot 1193 en van 1197 tot 1198 en daarna van 1198 tot 1230 koning.
- Wladislaus III Hendrik (circa 1160 - 1222), in 1197 korte tijd hertog van Bohemen en daarna van 1197 tot 1222 markgraaf van Moravië.
- Richeza (overleden in 1182), gehuwd met Hendrik I van Mödling, zoon van hertog Hendrik II van Oostenrijk.